# 고야노 에이이치
고야노 에이이치(일본어: 小谷野 栄一, 1980년 10월 10일 ~ )는 일본의 전 프로 야구 선수이며, 야구 지도자이다. 현재 퍼시픽 리그인 오릭스 버펄로스의 2군 타격코치이다.
내야와 외야를 모두 지키는 유틸리티 플레이어이며, 입단 당시에는 내야수 등록되었고 2006년부터는 외야수로서 활약을 했지만, 2008년부터 다시 내야수로 등록이 되었다. 애칭은 에이 짱(栄ちゃん).

## 인물

### 프로 입단 전
리틀 시니어 리그에서 활약하면서 마쓰자카 다이스케와는 팀 동료였다. 소카 고등학교 3학년 때(1998년) 춘계 고시엔 대회(제70회 선발 고등학교 야구 대회)에 출전하여 2차전 상대인 PL가쿠엔 고등학교에게 패했다.
소카 대학 1학년 가을 때부터 팀의 주전으로서 출전하는 등 정규 경기 통산 타율 3할 4푼 3리, 타점 53, 베스트 나인을 4차례나 선정되었고 최다 타점을 두 차례나 획득했다. 1학년 때 메이지 진구 야구 대회에서는 아오야마가쿠인 대학과 상대하여 이시카와 마사노리로부터 6타수 3안타(재경기를 포함한다)를 기록했고 4학년 때 전국 대학 야구 선수권 대회에서는 와세다 대학의 와다 쓰요시로부터 4안타를 날렸다. 3, 4학년 때에는 소카 대학의 임시 코치로서 있던 야마우치 가즈히로의 지도를 받고 있었다. 2002년 가을에 열린 프로 야구 드래프트 회의에서는 닛폰햄 파이터스로부터 5순위 지명을 받고 입단했다.

### 프로 입단 후

#### 2003년 ~ 2004년
프로 1년차인 2003년에는 2군에서 타율 3할 3리를 기록한 것 외에도 이스턴 리그 최다 안타(111안타), 팀내 1위 인 14개의 홈런을 남겼다. 2003년 시즌 종반에 1군으로 승격하면서 데뷔 첫 출전과 동시에 첫 안타를 기록했다. 이듬해 2004년 5월 23일 오사카 긴테쓰 버펄로스전에서 기록한 3개의 안타 중에 처음으로 때린 적시타이자 끝내기 안타였으며 이 때 올린 타점이 첫 타점이었다.

#### 2005년
5월에는 1군에 재승격되어 6월에 있은 한신 타이거스전에서 프로 데뷔 첫 홈런을 기록했다. 2루수로서 6경기, 좌익수로서 15경기, 1루수로 20경기에 출전하여 장타력 뿐만이 아니라 유틸리티상을 보여주었다. 9월에는 삿포로 돔에서의 경기를 앞두고 신조 쓰요시, 모리모토 히초리, 이나바 아쓰노리, 이시모토 쓰토무 등과 함께 5명이서 같은 가면(신조의 얼굴을 본뜸)을 쓴 채로 수비 연습을 했다.

#### 2006년
그 해에 외야수로 등록되었고 1군에서의 선발 출전은 4경기에만 그쳐 타율은 1할 대에 머물렀다. 2군에서는 타율 2할 9푼 5리와 홈런 5개를 기록했다. 그러나 그 해에 공황장애가 일어나면서 한 때는 타석에 서지 못한 적도 있었다. 현재까지도 완치되지는 않았지만 투병중에도 그라운드에 계속 서는 등 자신과 같은 병에 걸려 고통을 겪고 있는 사람들에게 용기를 주었다.

#### 2007년
시즌 개막을 2군에서 맞이했지만 4월 14일에 1군으로 승격되어 3루수로서 87경기, 1루수로서 45경기, 좌익수로서 12경기에 출전하였고 시즌 중반 이후에는 주전 3루수를 차지했다. 센트럴·퍼시픽 교류전에서는 두세 번의 결승타를 때려내는 활약을 보였다. 9월 9일에는 승부의 힘을 살려내면서 프로 데뷔 후 처음이 되는 4번 타자로 선발 출전하는 등 1, 2번 타자 외의 모든 타순으로 출전했다.

#### 2008년
처음으로 개막전에 선발 출전하였지만 개막 초에는 극심한 부진도 있었지만 그 후에 서서히 컨디션을 끌어올렸다. 득점권 타율이 3할 대를 넘어 60타점을 들었다는데 특히 사이타마 세이부 라이온스와의 경기에서는 타율 3할, 홈런 3개, 타점 10, 득점권 타율 5할을 기록할 정도의 활약을 보였다.

#### 2009년

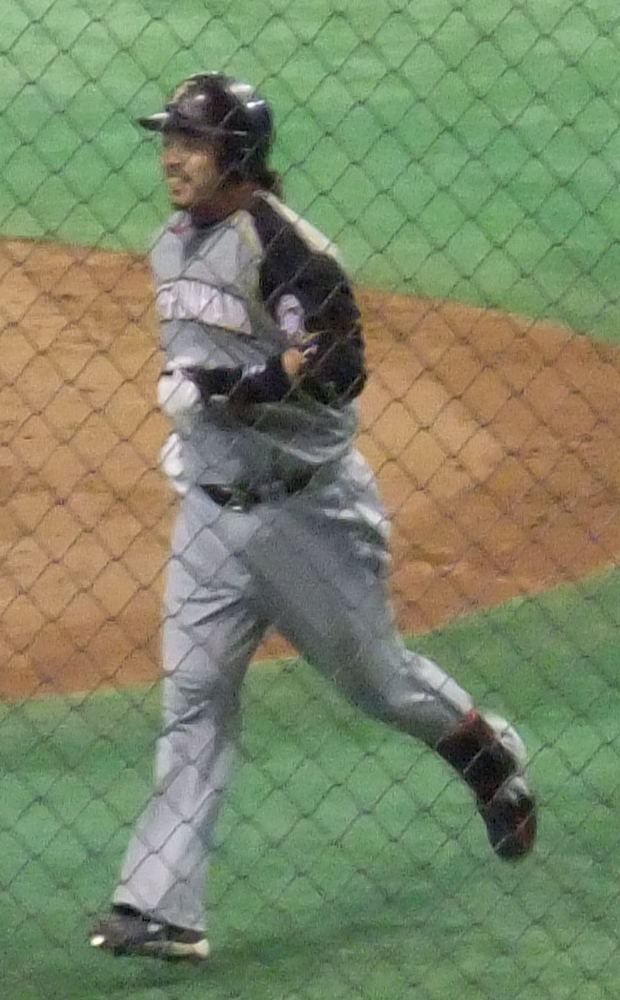
2009년 일본 시리즈에서의 고야노

6번·3루수의 주전으로 활약하여 처음으로 규정 타석을 채웠다. 초반에는 4번 타자를 맡아 9월까지 3할 대의 타율을 지키는 등 최종적으로는 2할 9푼 6리에 끝났지만 초구를 노렸을 때의 타율이 4할 2푼 5리로 가장 높았고 처음으로 두 자릿수 홈런(11개), 리그 6위의 157안타, 리그 7위의 82타점을 기록했다. 시즌 중에는 홈런을 기록한 모든 경기에서 승리했다(일본 시리즈 3차전에서도 홈런을 쳤지만 이 경기에서는 패했다). 수비면에서는 3루수로서 134경기, 1루수로서 43경기에 출전, 경기 종반에 3루에서 1루로 옮기는 경우도 있었다. 3루 수비로 그 해에 리그 1위의 9할 8푼 2리의 수비율을 기록하여 처음으로 골든 글러브상을 수상했다.

#### 2010년
주로 4번 타자로서 출전해 팀에서는 유일하게 시즌 144경기를 모두 출전했다. 4월에 타율 2할 3푼 8리, OPS는 5할 8푼 8리의 낮은 성적으로 부진했지만 5월 이후에는 타율 3할 3푼 1리, OPS 8할 7푼 4리로 서서히 타격감을 끌어올려 8월에는 타율 3할 6푼 4리, 2홈런, 29타점, OPS 9할 8리의 타격 성적으로 월간 MVP를 수상했다.
시즌을 통해 좌완 투수와 상대할 때 타율 3할 7푼과 OPS 9할 7푼의 결과를 남기면서 최종적으로는 개인 최고 성적이 되는 타율 3할 1푼 1리, 109타점, OPS 8할 1푼 1리를 기록해 본인에게 있어서는 처음이자 첫 타이틀이 되는 타점왕을 석권함과 동시에 골든 글러브상과 베스트 나인에도 연거푸 수상했다. 시즌 종료 후에 있은 재계약과 관련해서는 1억 엔에 도달했고 삿포로 돔에서 우수한 성적을 거둔 선수에게 주어지는 삿포로 돔 MVP상을 수상했다.

#### 2011년
시범 경기에서 오른쪽 손목이 골절되는 부상을 당했고 게다가 5월 24일의 요코하마 베이스타스전에서 주루 플레이를 하다가 다리 부상으로 전력에서 이탈하는 등 부상에 시달릴 정도의 암울한 시즌을 보냈다. 1군에 복귀한 이후에도 타격 부진이 계속되는 등 리그 최하인 타율 2할 3푼 7리, 리그 2위인 15차례의 실책을 기록하는 등 공격과 수비에는 기대 이하였다. 11월 18일에 인기 탤런트인 야마우치 아사미와 결혼했다.

#### 2012년 이후
2012년 시즌 2할 2푼 8리,2013년 시즌 2할 7푼 5리,2014년 시즌 2할 9푼 6리를 기록했었는데 특히 2012년에 희생번트 40번을 기록했었고 2013년에 희생플라이 10번을 기록했다. 그리고 안타에서는 2012년에 109안타,2013년에 141안타,2014년에는 72안타를 기록했었다. 그렇게 고야노 에이이치는 2003년부터 2014년까지 니혼햄에서 12년을 뛴 후 2015시즌에 오릭스 버팔로스로 이적했다. 오릭스로 이적 후 2015년 시즌 56경기 밖에 출전하지 못했다, 54안타에 2할 9푼 5리를 기록했고 2016년 시즌 50경기 출장 44안타에 2할 4푼 9리로 저조한 성적을 기록했지만 2017년에 130경기 출전해 130안타 홈런 6개에 47타점 타율 2할 7푼 7리로 부진을 씼었지만 2018년 시즌 70경기 출전해 48안타 17타점 2할 9리로 마무리 한후 선수생활을 은퇴했다. 그렇게 고야노(小谷野) 선수는 니혼햄에서 오릭스까지 2003년부터 2018년까지 통산 1394경기 출전 1260안타,홈런 71개,566타점 통산타율 2할 6푼 4리로 선수생활을 마감했다.

### 은퇴 이후
2018년 시즌을 끝으로 선수은퇴 후 같은 해 10월 16일부터 도호쿠 라쿠텐 골든이글스에 1군 타격 코치로 선임하면서 2019년 시즌에 라쿠텐 골든이글스에서 지도자 생활을 시작했고 2020년 시즌을 앞두고 오릭스 버펄로스에 2군 타격코치로 선임되었다.

## 상세 정보

### 출신 학교
- 소카 고등학교
- 소카 대학

### 선수 경력
- 닛폰햄 파이터스·홋카이도 닛폰햄 파이터스(2003년 ~ 2014년)
- 오릭스 버펄로스(2015년 ~ 2018년)

### 지도자 경력
- 도호쿠 라쿠텐 골든이글스 1군 타격코치(2019년)
- 오릭스 버펄로스 2군 타격코치(2020년 ~ )

### 수상·타이틀 경력

#### 타이틀
- 타점왕 : 1회(2010년)[2]

#### 수상
- 베스트 나인 : 1회(2010년)[3]
- 골든 글러브상 : 3회(2009년, 2010년, 2012년)[4]
- 일본 시리즈 우수 선수상 : 1회(2009년)
- 월간 MVP : 1회(2010년 8월)
- 삿포로 돔 MVP상 : 1회(2010년)

### 개인 기록

#### 첫 기록
- 첫 출장·첫 선발 출장 : 2003년 9월 25일, 대 후쿠오카 다이에 호크스 28차전(도쿄 돔)
- 첫 안타 : 2003년 10월 5일, 대 오릭스 블루웨이브 28차전(Yahoo! BB스타디움)
- 첫 타점 : 2004년 5월 23일, 대 오사카 긴테쓰 버펄로스 8차전(도쿄 돔)
- 첫 홈런 : 2005년 6월 11일, 대 한신 타이거스 5차전(한신 고시엔 구장)
- 첫 도루 : 2005년 8월 23일, 대 세이부 라이온스 15차전(인보이스 세이부 돔)

#### 기타
- 올스타전 출장 : 1회(2010년)

### 등번호
- 53(2003 ~ 2004)[5]
- 31(2005 ~ 2009, 2015 ~ 2018)
- 5(2010 ~ 2014)
- 83(2019 ~ )

### 연도별 타격 성적
| 연 도     | 소 속     | 경 기 | 타 석 | 타 수 | 득 점 | 안 타 | 2 루 타 | 3 루 타 | 홈 런 | 루 타 | 타 점 | 도 루 | 도 루 자 | 희 생 번 | 희 생 플 | 볼 넷 | 고 4 | 사 구 | 삼 진 | 병 살 타 | 타 율 | 출 루 율 | 장 타 율 | O P S |
| --------- | --------- | ----- | ----- | ----- | ----- | ----- | ------- | ------- | ----- | ----- | ----- | ----- | -------- | -------- | -------- | ----- | ---- | ----- | ----- | -------- | ----- | -------- | -------- | ----- |
| 2003년    | 닛폰햄    | 4     | 9     | 8     | 0     | 1     | 0       | 0       | 0     | 1     | 0     | 0     | 0        | 0        | 0        | 1     | 0    | 0     | 1     | 0        | .125  | .222     | .125     | .347  |
| 2004년    | 닛폰햄    | 18    | 37    | 33    | 5     | 3     | 1       | 0       | 0     | 4     | 2     | 0     | 0        | 1        | 0        | 2     | 0    | 1     | 9     | 0        | .091  | .167     | .121     | .288  |
| 2005년    | 닛폰햄    | 48    | 101   | 95    | 11    | 22    | 4       | 0       | 3     | 35    | 15    | 1     | 0        | 1        | 0        | 5     | 0    | 0     | 26    | 4        | .232  | .270     | .368     | .638  |
| 2006년    | 닛폰햄    | 17    | 26    | 21    | 0     | 3     | 0       | 0       | 0     | 3     | 1     | 0     | 0        | 3        | 0        | 2     | 0    | 0     | 6     | 1        | .143  | .217     | .143     | .360  |
| 2007년    | 닛폰햄    | 113   | 398   | 364   | 39    | 92    | 12      | 1       | 5     | 121   | 37    | 5     | 1        | 10       | 4        | 16    | 0    | 4     | 57    | 6        | .253  | .289     | .332     | .621  |
| 2008년    | 닛폰햄    | 120   | 425   | 379   | 32    | 95    | 21      | 1       | 6     | 136   | 60    | 0     | 0        | 9        | 6        | 29    | 1    | 2     | 83    | 6        | .251  | .303     | .359     | .662  |
| 2009년    | 닛폰햄    | 138   | 581   | 530   | 65    | 157   | 33      | 4       | 11    | 231   | 82    | 7     | 1        | 16       | 2        | 27    | 3    | 6     | 95    | 21       | .296  | .336     | .436     | .772  |
| 2010년    | 닛폰햄    | 144   | 614   | 569   | 73    | 177   | 41      | 0       | 16    | 266   | 109   | 8     | 3        | 6        | 7        | 29    | 2    | 3     | 87    | 17       | .311  | .344     | .467     | .811  |
| 2011년    | 닛폰햄    | 129   | 525   | 473   | 43    | 112   | 21      | 1       | 5     | 150   | 47    | 1     | 1        | 6        | 7        | 35    | 1    | 4     | 90    | 17       | .237  | .291     | .317     | .608  |
| 2012년    | 닛폰햄    | 134   | 550   | 478   | 31    | 109   | 20      | 1       | 3     | 140   | 39    | 6     | 2        | 40       | 1        | 27    | 0    | 4     | 72    | 8        | .228  | .275     | .293     | .568  |
| 2013년    | 139       | 559   | 512   | 37    | 141   | 23    | 1       | 3       | 175   | 46    | 2     | 5     | 8        | 10       | 26       | 0     | 3    | 77    | 9     | .275     | .309  | .342     | .651     |       |
| 2014년    | 84        | 274   | 243   | 22    | 72    | 14    | 0       | 4       | 98    | 29    | 0     | 1     | 5        | 1        | 22       | 1     | 3    | 40    | 4     | .296     | .361  | .403     | .764     |       |
| 2015년    | 오릭스    | 56    | 206   | 183   | 19    | 54    | 9       | 0       | 4     | 75    | 22    | 0     | 1        | 5        | 2        | 13    | 1    | 3     | 22    | 7        | .295  | .348     | .410     | .758  |
| 2016년    | 오릭스    | 50    | 189   | 177   | 14    | 44    | 6       | 0       | 4     | 62    | 13    | 1     | 0        | 8        | 0        | 3     | 0    | 1     | 30    | 3        | .249  | .265     | .350     | .615  |
| 2017년    | 오릭스    | 130   | 506   | 470   | 41    | 130   | 14      | 1       | 6     | 164   | 47    | 0     | 0        | 3        | 2        | 28    | 0    | 3     | 60    | 13       | .277  | .320     | .349     | .669  |
| 2018년    | 오릭스    | 70    | 258   | 230   | 19    | 48    | 9       | 0       | 1     | 60    | 17    | 0     | 0        | 4        | 0        | 22    | 1    | 2     | 41    | 4        | .209  | .283     | .261     | .544  |
| NPB：16년 | NPB：16년 | 1394  | 5258  | 4765  | 451   | 1260  | 228     | 10      | 71    | 1721  | 566   | 31    | 15       | 125      | 42       | 287   | 10   | 39    | 796   | 120      | .264  | .309     | .361     | .670  |

- 2018년 기준, 굵은 글씨는 시즌 최고 성적.

### 등장곡
- AI 『It's show time』
- NYCCA 『Keep on trying』
- NYCCA 『NO.1』